# ザ・ホワイト・キックス
ザ・ホワイト・キックス（THE WHITE KICKS）は、1968年に結成されたグループ・サウンズのバンド。1968年5月に、シングル「アリゲーター・ブーガルー」でデビュー。

## メンバー
- 三保敬太郎（1934年10月17日 - 1986年5月16日、ピアノ）
- 寺尾聰（1947年5月18日 - 、ベース）
- 河手政次（1947年 - 2003年1月16日、ドラムス）
- 林廉吉（1946年 - 、ギター）
- 志村康夫（生年月日不詳、フルート）
- 森野多恵子（1948年10月30日 - 1998年、ボーカル） ※別名：TAN TAN　大空はるみ

## 概要
1968年、ジャズ・ピアニストの三保敬太郎を中心に、ザ・サベージを脱退した寺尾聰や林廉吉らもメンバーとして結成。シングル「アリゲーター・ブーガルー」（ザ・ハプニングス・フォーとの競作）の1枚で解散。
バンド名は「しらける」を英語でもじったもの。

## ディスコグラフィ

### シングル
| 発売日                | 面           | タイトル                 | 作詞                            | 作曲               | 編曲         | 規格         | 規格品番     |
| 東芝レコード          | 東芝レコード | 東芝レコード             | 東芝レコード                    | 東芝レコード       | 東芝レコード | 東芝レコード | 東芝レコード |
| --------------------- | ------------ | ------------------------ | ------------------------------- | ------------------ | ------------ | ------------ | ------------ |
| 1968年5月10日         | A            | アリゲーター・ブーガルー | ルー・ドナルドソン 訳）松島由佳 | ルー・ドナルドソン | 三保敬太郎   | EP           | EP-1004      |
| 1968年5月10日         | B            | 愛のことば               | 三保敬太郎                      | 三保敬太郎         | 三保敬太郎   | EP           | EP-1004      |
| 東芝EMI / VIVID SOUND |              |                          |                                 |                    |              |              |              |
| 1995年3月6日          | A            | アリゲーター・ブーガルー | ルー・ドナルドソン 訳）松島由佳 | ルー・ドナルドソン | 三保敬太郎   | EP           | VSEP-801     |
| 1995年3月6日          | B            | 愛のことば               | 三保敬太郎                      | 三保敬太郎         | 三保敬太郎   | EP           | VSEP-801     |

### アルバム

#### オムニバスアルバム
- ザ・サベージ コンプリート・シングルズ&モア（2000年10月25日、テイチクレコード、TECN25679）-「アリゲーター・ブーガルー」「愛のことば」収録。